# Ханзала ибн Сафван
Ха́нзала ибн Сафва́н (араб. حنظلة بن صفوان‎) — в исламе: один из людей «интервала» (фатра), рассматривается как пророк (наби), посланный к народу Асхаб ар-Расс, который убил его, а затем был уничтожен Аллахом.

## История
Формирование легенды о Ханзале, видимо, началось в IX веке. Он не упоминается у Ибн Кутайбы среди пророков фатры, а аль-Масуди в книге Мурудж посвящает ему всего лишь несколько строк. Появившаяся позже необходимость толкования коранической истории об Асхаб ар-Расс привела к широкому распространению легенды об удалении или уничтожении сказочной птицы анка, от нападений которой страдали Асхаб ар-Расс. В кораническом стихе «… Сколько заброшенных колодцев и воздвигнутых дворцов!» некоторые комментаторы также видят историю об асхаб ар-Расс.
Согласно преданиям, рядом с Аденом был колодец, который снабжал их обильным количеством воды. Правивший там царь, был благочестивым и справедливым. Когда он умер, его народ сделал из его тела статую и призвал шайтана войти в труп царя и провозгласить, что он не был мёртв. Народ стал поклоняться идолу, который по приказу шайтана был скрыт за завесой. Аллах послал к ним пророка Ханзала (который получал откровения только во сне), чтобы тот показал им обман шайтана и призвал поклоняться Аллаху. Асхаб ар-Расс не поверили в его слова, убили его и бросили его тело в колодец. Вскоре последовала божья кара, и люди были уничтожены, а их страна была отдана джиннам и диким зверям.